# Giải bóng đá tập huấn mùa xuân 1999
Giải bóng đá tập huấn mùa xuân 1999 là giải đấu bóng đá thay thế cho Giải bóng đá vô địch quốc gia Việt Nam năm 1999. Việc thay thế này bắt nguồn từ việc không có biện pháp phòng chống các đội bóng thi đấu tiêu cực, Liên đoàn bóng đá Việt Nam đưa ra phương án thi đấu mà không có đội xuống hạng với hy vọng các đội bóng không còn áp lực về việc xuống hạng sẽ thi đấu nghiêm túc hơn. Giải đấu diễn ra từ ngày 14 tháng 3 đến ngày 11 tháng 4 năm 1999.

## Thể thức thi đấu
14 đội bóng được chia làm hai bảng thi đấu vòng tròn một lượt. Hai đội xếp đầu mỗi bảng sẽ vào vòng đấu loại trực tiếp, trong đó các trận đấu có kết quả hòa sau 90 phút thi đấu chính thức sẽ áp dụng hiệp phụ (với luật bàn thắng vàng) và loạt sút luân lưu để xác định đội thắng.
Giai đoạn vòng bảng của giải đấu này đóng vai trò là vòng loại cho Cúp Dunhill 1999, trong đó bốn đội dẫn đầu mỗi bảng đấu sau khi vòng bảng kết thúc sẽ giành quyền tham dự Cúp Dunhill.

### Các tiêu chí
Các đội được xếp hạng theo điểm (3 điểm cho 1 trận thắng, 1 điểm cho 1 trận hòa, 0 điểm cho 1 trận thua), và nếu bằng điểm, các tiêu chí sau đây được áp dụng theo thứ tự, để xác định thứ hạng:
1. Điểm trong các trận đối đầu trực tiếp giữa các đội bằng điểm;
2. Hiệu số bàn thắng thua trong các trận đối đầu trực tiếp giữa các đội bằng điểm;
3. Số bàn thắng ghi được trong các trận đối đầu trực tiếp giữa các đội bằng điểm;
4. Nếu có nhiều hơn hai đội bằng điểm, và sau khi áp dụng tất cả các tiêu chí đối đầu ở trên, một nhóm nhỏ các đội vẫn còn bằng điểm nhau, tất cả các tiêu chí đối đầu ở trên được áp dụng lại cho riêng nhóm này;
5. Hiệu số bàn thắng thua trong tất cả các trận đấu bảng;
6. Số bàn thắng ghi được trong tất cả các trận đấu bảng;
7. Bốc thăm.

## Vòng bảng

### Bảng A
- Các trận đấu diễn ra trên cụm sân Hà Nội, Hải Phòng, Nam Định, Nghệ An.
- Giờ thi đấu là 15:00 (UTC+7).

| VT | Đội               | ST | T | H | B | BT | BB | HS  | Đ  | Giành quyền tham dự                         |
| -- | ----------------- | -- | - | - | - | -- | -- | --- | -- | ------------------------------------------- |
| 1  | Sông Lam Nghệ An  | 6  | 4 | 2 | 0 | 15 | 4  | +11 | 14 | Vòng đấu loại trực tiếp và Cúp Dunhill 1999 |
| 2  | Công an Hà Nội    | 6  | 4 | 2 | 0 | 11 | 4  | +7  | 14 | Vòng đấu loại trực tiếp và Cúp Dunhill 1999 |
| 3  | Công an Hải Phòng | 6  | 3 | 1 | 2 | 6  | 5  | +1  | 10 | Cúp Dunhill 1999                            |
| 4  | Nam Định          | 6  | 2 | 2 | 2 | 9  | 6  | +3  | 8  | Cúp Dunhill 1999                            |
| 5  | Cảng Sài Gòn      | 6  | 2 | 2 | 2 | 5  | 4  | +1  | 8  |                                             |
| 6  | Vĩnh Long         | 6  | 1 | 0 | 5 | 3  | 12 | −9  | 3  |                                             |
| 7  | Long An           | 6  | 0 | 1 | 5 | 2  | 16 | −14 | 1  |                                             |

#### Vòng 1
| 14 tháng 3 năm 1999 | Sông Lam Nghệ An | – | Cảng Sài Gòn | Vinh, Nghệ An      |  |
| 15:00               |                  |   |              | Sân vận động: Vinh |  |

| 14 tháng 3 năm 1999 | Nam Định | – | Vĩnh Long | Thành phố Nam Định, Nam Định |  |
| 15:00               |          |   |           | Sân vận động: Chùa Cuối      |  |

| 14 tháng 3 năm 1999 | Công an Hà Nội | 3–1      | Công an Hải Phòng | Đống Đa, Hà Nội      |  |
| 15:00               |                | Chi tiết |                   | Sân vận động: Hà Nội |  |

#### Vòng 2
| 17 tháng 3 năm 1999 | Long An | – | Vĩnh Long | Đống Đa, Hà Nội      |  |
| 15:00               |         |   |           | Sân vận động: Hà Nội |  |

| 17 tháng 3 năm 1999 | Công an Hải Phòng | 0–1      | Cảng Sài Gòn | Ngô Quyền, Hải Phòng    |  |
| 15:00               |                   | Chi tiết |              | Sân vận động: Lạch Tray |  |

| 17 tháng 3 năm 1999 | Nam Định | – | Công an Hà Nội | Thành phố Nam Định, Nam Định |  |
| 15:00               |          |   |                | Sân vận động: Chùa Cuối      |  |

#### Vòng 3
| 21 tháng 3 năm 1999 | Sông Lam Nghệ An | – | Công an Hải Phòng | Vinh, Nghệ An         |  |
| 15:00               |                  |   |                   | Sân vận động: Nghệ An |  |

| 21 tháng 3 năm 1999 | Công an Hà Nội | – | Long An | Đống Đa, Hà Nội      |  |
| 15:00               |                |   |         | Sân vận động: Hà Nội |  |

| 21 tháng 3 năm 1999 | Nam Định | – | Cảng Sài Gòn | Ngô Quyền, Hải Phòng    |  |
| 15:00               |          |   |              | Sân vận động: Lạch Tray |  |

#### Vòng 4
| 24 tháng 3 năm 1999 | Công an Hà Nội | – | Vĩnh Long | Thành phố Nam Định, Nam Định |  |
| 15:00               |                |   |           | Sân vận động: Chùa Cuối      |  |

| 24 tháng 3 năm 1999 | Sông Lam Nghệ An | – | Nam Định | Đống Đa, Hà Nội      |  |
| 15:00               |                  |   |          | Sân vận động: Hà Nội |  |

| 24 tháng 3 năm 1999 | Long An | – | Cảng Sài Gòn | Vinh, Nghệ An         |  |
| 15:00               |         |   |              | Sân vận động: Nghệ An |  |

#### Vòng 5
| 28 tháng 3 năm 1999 | Công an Hải Phòng | – | Nam Định | Ngô Quyền, Hải Phòng    |  |
| 15:00               |                   |   |          | Sân vận động: Lạch Tray |  |

| 28 tháng 3 năm 1999 | Cảng Sài Gòn | 2–0      | Vĩnh Long | Đống Đa, Hà Nội      |  |
| 15:00               |              | Chi tiết |           | Sân vận động: Hà Nội |  |

| 28 tháng 3 năm 1999 | Sông Lam Nghệ An | – | Long An | Vinh, Nghệ An         |  |
| 15:00               |                  |   |         | Sân vận động: Nghệ An |  |

#### Vòng 6
| 31 tháng 3 năm 1999 | Nam Định | – | Long An | Thành phố Nam Định, Nam Định |  |
| 15:00               |          |   |         | Sân vận động: Chùa Cuối      |  |

| 31 tháng 3 năm 1999 | Sông Lam Nghệ An | – | Công an Hà Nội | Ngô Quyền, Hải Phòng    |  |
| 15:00               |                  |   |                | Sân vận động: Lạch Tray |  |

| 31 tháng 3 năm 1999 | Công an Hải Phòng | – | Vĩnh Long | Đống Đa, Hà Nội      |  |
| 15:00               |                   |   |           | Sân vận động: Hà Nội |  |

#### Vòng 7
| 4 tháng 4 năm 1999 | Công an Hà Nội | – | Cảng Sài Gòn | Đống Đa, Hà Nội      |  |
| 15:00              |                |   |              | Sân vận động: Hà Nội |  |

| 4 tháng 4 năm 1999 | Công an Hải Phòng | – | Long An | Ngô Quyền, Hải Phòng    |  |
| 15:00              |                   |   |         | Sân vận động: Lạch Tray |  |

| 4 tháng 4 năm 1999 | Sông Lam Nghệ An | – | Vĩnh Long | Thành phố Nam Định, Nam Định |  |
| 15:00              |                  |   |           | Sân vận động: Chùa Cuối      |  |

### Bảng B
- Các trận đấu diễn ra trên cụm sân Quảng Trị, Huế, Đà Nẵng, Bình Định.
- Giờ thi đấu là 15:00 (UTC+7).

| VT | Đội                           | ST | T | H | B | BT | BB | HS | Đ  | Giành quyền tham dự                         |
| -- | ----------------------------- | -- | - | - | - | -- | -- | -- | -- | ------------------------------------------- |
| 1  | Công an Thành phố Hồ Chí Minh | 6  | 4 | 1 | 1 | 7  | 3  | +4 | 13 | Vòng đấu loại trực tiếp và Cúp Dunhill 1999 |
| 2  | Đà Nẵng                       | 6  | 3 | 1 | 2 | 5  | 5  | 0  | 10 | Vòng đấu loại trực tiếp và Cúp Dunhill 1999 |
| 3  | Đồng Tháp                     | 6  | 2 | 3 | 1 | 8  | 6  | +2 | 9  | Cúp Dunhill 1999                            |
| 4  | Thừa Thiên Huế                | 6  | 2 | 2 | 2 | 7  | 7  | 0  | 8  | Cúp Dunhill 1999                            |
| 5  | Thể Công                      | 6  | 2 | 1 | 3 | 6  | 6  | 0  | 7  |                                             |
| 6  | Khánh Hoà                     | 6  | 1 | 3 | 2 | 4  | 5  | −1 | 6  |                                             |
| 7  | Lâm Đồng                      | 6  | 1 | 1 | 4 | 4  | 9  | −5 | 4  |                                             |

#### Vòng 1
| 14 tháng 3 năm 1999 | Công an Thành phố Hồ Chí Minh | 2–1      | Đà Nẵng | Hải Châu, Đà Nẵng      |  |
| 15:00               |                               | Chi tiết |         | Sân vận động: Chi Lăng |  |

| 14 tháng 3 năm 1999 | Thừa Thiên Huế | – | Thể Công | Huế, Thừa Thiên Huế               |  |
| 15:00               |                |   |          | Sân vận động: [Sân vận động Tự Do |  |

| 14 tháng 3 năm 1999 | Đồng Tháp | 2–2      | Lâm Đồng | Quy Nhơn, Bình Định                          |  |
| 15:00               |           | Chi tiết |          | Sân vận động: Quy Nhơn Lượng khán giả: 2.000 |  |

#### Vòng 2
| 17 tháng 3 năm 1999 | Thể Công | – | Khánh Hòa | Quảng Trị               |  |
| 15:00               |          |   |           | Sân vận động: Quảng Trị |  |

| 17 tháng 3 năm 1999 | Đồng Tháp | – | Công an Thành phố Hồ Chí Minh | Hải Châu, Đà Nẵng      |  |
| 15:00               |           |   |                               | Sân vận động: Chi Lăng |  |

| 17 tháng 3 năm 1999 | Thừa Thiên Huế | – | Lâm Đồng | Quy Nhơn, Bình Định    |  |
| 15:00               |                |   |          | Sân vận động: Quy Nhơn |  |

#### Vòng 3
| 21 tháng 3 năm 1999 | Đồng Tháp | – | Đà Nẵng | Quảng Trị               |  |
| 15:00               |           |   |         | Sân vận động: Quảng Trị |  |

| 21 tháng 3 năm 1999 | Lâm Đồng | – | Khánh Hòa | Huế, Thừa Thiên Huế               |  |
| 15:00               |          |   |           | Sân vận động: [Sân vận động Tự Do |  |

| 21 tháng 3 năm 1999 | Thừa Thiên Huế | – | Công an Thành phố Hồ Chí Minh | Quy Nhơn, Bình Định    |  |
| 15:00               |                |   |                               | Sân vận động: Quy Nhơn |  |

#### Vòng 4
| 24 tháng 3 năm 1999 | Thể Công | – | Lâm Đồng | Quảng Trị               |  |
| 15:00               |          |   |          | Sân vận động: Quảng Trị |  |

| 24 tháng 3 năm 1999 | Thừa Thiên Huế | – | Đà Nẵng | Huế, Thừa Thiên Huế               |  |
| 15:00               |                |   |         | Sân vận động: [Sân vận động Tự Do |  |

| 24 tháng 3 năm 1999 | Công an Thành phố Hồ Chí Minh | – | Khánh Hòa | Thị xã Quảng Ngãi, Quảng Ngãi |  |
| 15:00               |                               |   |           | Sân vận động: Quảng Ngãi      |  |

#### Vòng 5
| 28 tháng 3 năm 1999 | Thừa Thiên Huế | – | Đồng Tháp | Quảng Trị               |  |
| 15:00               |                |   |           | Sân vận động: Quảng Trị |  |

| 28 tháng 3 năm 1999 | Công an Thành phố Hồ Chí Minh | 1–0      | Thể Công | Hải Châu, Đà Nẵng      |  |
| 15:00               |                               | Chi tiết |          | Sân vận động: Chi Lăng |  |

| 28 tháng 3 năm 1999 | Đà Nẵng | – | Khánh Hòa | Tam Kỳ, Quảng Nam    |  |
| 15:00               |         |   |           | Sân vận động: Tam Kỳ |  |

#### Vòng 6
| 31 tháng 3 năm 1999 | Công an Thành phố Hồ Chí Minh | 2–0      | Lâm Đồng | Quảng Trị               |  |
| 15:00               |                               | Chi tiết |          | Sân vận động: Quảng Trị |  |

| 31 tháng 3 năm 1999 | Khánh Hòa | – | Đồng Tháp | Huế, Thừa Thiên Huế               |  |
| 15:00               |           |   |           | Sân vận động: [Sân vận động Tự Do |  |

| 31 tháng 3 năm 1999 | Đà Nẵng | – | Thể Công | Hải Châu, Đà Nẵng      |  |
| 15:00               |         |   |          | Sân vận động: Chi Lăng |  |

#### Vòng 7
| 4 tháng 4 năm 1999 | Thừa Thiên Huế | – | Khánh Hòa | Huế, Thừa Thiên Huế               |  |
| 15:00              |                |   |           | Sân vận động: [Sân vận động Tự Do |  |

| 4 tháng 4 năm 1999 | Đà Nẵng | – | Lâm Đồng | Hải Châu, Đà Nẵng      |  |
| 15:00              |         |   |          | Sân vận động: Chi Lăng |  |

| 4 tháng 4 năm 1999 | Thể Công | – | Đồng Tháp | Quảng Trị               |  |
| 15:00              |          |   |           | Sân vận động: Quảng Trị |  |

## Vòng đấu loại trực tiếp

### Bán kết
| Sông Lam Nghệ An    | 1–0      | Đà Nẵng |
| ------------------- | -------- | ------- |
| Nguyễn Văn Tiến 21' | Chi tiết |         |

| Công an Thành phố Hồ Chí Minh | 0–3      | Công an Hà Nội |
| ----------------------------- | -------- | -------------- |
|                               | Chi tiết | - Minh Hiếu    |

### Chung kết
| Sông Lam Nghệ An                          | 0–0      | Công an Hà Nội                     |
| ----------------------------------------- | -------- | ---------------------------------- |
|                                           | Chi tiết |                                    |
| Loạt sút luân lưu                         |          |                                    |
| - Sỹ Sơn - Quốc Cường - Văn Lưu - Sỹ Thủy | 4–3      | - Minh Hiếu - Thanh Minh - Văn Hòa |

| Giải bóng đá tập huấn mùa xuân 1999 Nhà vô địch |
| ----------------------------------------------- |
| Sông Lam Nghệ An Lần thứ nhất                   |

## Cầu thủ ghi bàn
Đã có 96 bàn thắng ghi được trong 45 trận đấu, trung bình 2.13 bàn thắng mỗi trận đấu.
8 bàn thắng
- Vũ Minh Hiếu (Công an Hà Nội)

6 bàn thắng
- Văn Sỹ Thủy (Sông Lam Nghệ An)

4 bàn thắng
- Vũ Công Tuyền (Thể Công)

3 bàn thắng
- Nguyễn Anh Tuấn (Đồng Tháp)
- Trần Công Minh (Đồng Tháp)
- Trần Mạnh Cường (Nam Định)
- Ngô Quang Trường (Sông Lam Nghệ An)
- Nguyễn Văn Tiến (Sông Lam Nghệ An)
- Trịnh Hận Quốc Bảo (Vĩnh Long)

2 bàn thắng
- Hồ Văn Lợi (Cảng Sài Gòn)
- Nguyễn Trường Sơn (Công an Hải Phòng)
- Tô Đức Cường (Công an Hải Phòng)
- Nguyễn Liêm Thanh (Công an Thành phố Hồ Chí Minh)
- Nguyễn Thiện Quang (Công an Thành phố Hồ Chí Minh)
- Lê Văn Hà (Đà Nẵng)
- Võ Phước (Đà Nẵng)
- Trần Thái Hòa (Khánh Hoà)
- Nguyễn Văn Dũng (Nam Định)
- Phan Văn Hoà (Thừa Thiên Huế)
- Trần Quang Phú (Thừa Thiên Huế)

1 bàn thắng
- Huỳnh Hồng Sơn (Cảng Sài Gòn)
- Trần Quan Huy (Cảng Sài Gòn)
- Võ Hoàng Bửu (Cảng Sài Gòn)
- Thanh Nhã (Công an Hải Phòng)
- Đặng Văn Dũng (Công an Hải Phòng)
- Nguyễn Bật Hưng (Công an Hà Nội)
- Lê Dương Hưng (Công an Hà Nội)
- Nguyễn Xuân Thanh (Công an Hà Nội)
- Nguyễn Tuấn Thành (Công an Hà Nội)
- Nguyễn Tiến Thành (Công an Hà Nội)
- Nguyễn Mạnh Hà (Công an Hà Nội)
- Lê Huỳnh Đức (Công an Thành phố Hồ Chí Minh)
- Ngô Công Nhậm (Đồng Tháp)
- Trương Phúc Kiệt (Đồng Tháp)
- Nguyễn Hữu Đang (Khánh Hoà)
- Hoàng Anh Tuấn (Khánh Hoà)
- Thanh Hïng (Lâm Đồng)
- Hķi Dương (Lâm Đồng)
- Thanh Nhàn (Lâm Đồng)
- Xuân Thanh (Long An)
- Lâm Thanh Bình (Long An)
- Nguyễn Hữu Phương (Nam Định)
- Nguyễn Lương Phúc (Nam Định)
- Cao Hưng Thịnh (Nam Định)
- Nguyễn Văn Sỹ (Nam Định)
- Đặng Quốc Cường (Sông Lam Nghệ An)
- Lê Xuân Hải (Sông Lam Nghệ An)
- Nguyễn Thành Công (Sông Lam Nghệ An)
- Văn Sỹ Hùng (Sông Lam Nghệ An)
- Trương Việt Hoàng (Thể Công)
- Nguyễn Mạnh Cường (Thể Công)
- Lê Quyết Thắng (Thừa Thiên Huế)
- Trần Quang Sang (Thừa Thiên Huế)
- Việt Thắng (Thừa Thiên Huế)

1 bàn phản lưới nhà
- Nguyễn Hải Biên (Thể Công)
- Văn Thành (Lâm Đồng)

Nguồn: VASC